# Doddasadenahalli, Kanakapura
Doddasadenahalli là một làng thuộc tehsil Kanakapura, huyện Ramanagara, bang Karnataka, Ấn Độ.